# 佐藤藍子
佐藤 藍子（さとう あいこ、1977年9月26日 - ）は、日本の女優、タレントである。
神奈川県川崎市出身。オスカープロモーション所属。

## 人物

### 経歴
日出女子学園高等学校卒業。
1992年（平成4年）、『第6回 全日本国民的美少女コンテスト』でグランプリ受賞（同期に米倉涼子）。デビュー後しばらくは低迷し、制服向上委員会と共演のビデオ出演や企画ユニット「ICE BOX GIRLS」のメンバーとして一時期活動していた。1996年にはドラマ『変［HEN］』で中性的キャラクターの男子高校生役を演じた。
2021年9月16日より、JRA（日本中央競馬会）の運営審議会委員に任命された。

### エピソード
フジテレビ系『奇跡体験!アンビリバボー』司会や、NHK連続テレビ小説『ちゅらさん』でヒロイン恵里の看護師としての上司役を演じるなど、幅広い活動を展開していた。

### 私生活
パートナーは乗馬インストラクターの沼田拓馬。趣味である乗馬クラブで知り合い、30歳の誕生日である2007年（平成19年）9月26日、入籍を発表した。

## 出演

### 映画
- 今日から俺は!! 電撃の17才（1995年1月発売、東映ビデオ（OV））
- 武闘派刑事2 HEART CRASH（1995年4月公開、シネマパラダイス） - ヒロイン・カオル 役
- ジャスキス JUSKISS（1996年7月発売、バップ（OV）） - サヤカ 役
- 湘南純愛組!4 死神狩り（1996年11月発売、徳間ジャパンコミュニケーションズ（OV））
- タイムリープ（1997年6月公開、パル企画） - 主演・池内翔香 役
- 必殺!バトルロード 妖剣女刺客（2006年3月発売、東映ビデオ） - 特別出演
- ストーンエイジ（2006年5月公開） - ヒロイン・渡辺淳子 役
- 春の居場所（2006年2月公開、カエルカフェ） - 10年後の柏尾芽衣子 役
- 太陽の傷（仮題：A LICENSE TO KILL 帰郷）（2006年9月公開、シネマパラダイス、三池崇史監督） - 滝沢真弓 役
- 泪壺（2008年3月公開、アートポート、瀬々敬久監督） - 愁子 役
- 長い長い殺人（2008年5月公開、WOWOW/エスピーオー） - 宮崎邦子 役
- THE MASKED GIRL 女子高生は改造人間（2008年8月公開、日本出版販売） - ブラックマリア 役
- 湘南☆夏恋物語（2011年8月1日配信、BeeTV（web配信））
- レディ加賀 （2024年2月9日公開、アークエンタテインメント） - 白石朋子 役[4]

※参考文献-allcinemagoo映画movie walkerぴあ

### テレビドラマ
- ツインズ教師（1993年、テレビ朝日） - 土井みゆき 役 ※デビュー作
- ザ・ワイドショー（1994年、日本テレビ） - 木暮恭子 役
- 第6回フジテレビヤングシナリオ大賞受賞作品 飛べないオトメの授業中（1994年、フジテレビ）主演
- 土曜ドラマ 鏡の調書 天使が街にやってきた（1995年、NHK）ヒロイン
- クラインの壺（1996年、NHK） - 真壁七美 役
- 讀賣テレビシナリオ大賞 愛が叫んでる 幸福を捜す女（1996年、日本テレビ）
- 変［HEN］vol.1『鈴木くんと佐藤くん』（1996年、テレビ朝日） - 主演・佐藤ゆうき 役※（当初は「X」として名が伏せられていた）
- 真昼の月（1996年、TBSテレビ） - 富樫智香 役
- イタズラなKiss（1996年、テレビ朝日） - 主演・相原琴子 役
- 総理と呼ばないで（1997年、フジテレビ） - 総理令嬢 役
- 研修医なな子（1997年、テレビ朝日） - 主演・杉坂なな子 役
- LOVE&PEACE（1998年、日本テレビ） - 太田明日香 役
- 日本テレビ45周年記念橋田壽賀子スペシャルドラマ テレビ、翔んだ（1998年、日本テレビ）
- ナオミ（1999年、フジテレビ） - 矢代尚美 役
- 土曜ワイド劇場（テレビ朝日）
  - 「特急車掌永瀬はるかの事件簿」（1999年5月29日） - 主演・永瀬はるか 役
  - 鉄道捜査官11「死体は遠い改札口を目指す!?」（2010年4月10日） - 中井美矢子 役
  - 西村京太郎トラベルミステリー56「生死を分ける転車台」（2011年7月23日） - 望月江里子 役
  - 温泉 (秘) 大作戦11「世界遺産の露天風呂に謎の美女?」（2012年3月10日） - 龍村真佐子 役
  - 狩矢父娘シリーズ14「京都・華やかな密室殺人事件!」（2012年10月6日） - 樋口万里子 役
  - 再捜査刑事・片岡悠介5「東京〜金沢、未解決誘拐殺人ルート!」（2013年7月6日） - 嶋村藍 役
  - 家裁調査官・山ノ坊晃〜紛争解決100％の男!（2016年5月7日） - 三枝琴美 役
  - 狩矢父娘シリーズ20「京都俳句ツアー殺人事件」（2020年2月23日） - 小野茉莉絵 役
- 月曜ドラマスペシャル占い探偵舞子・寛斎の開運事件簿（1999年、TBSテレビ） - 主演・舞子 役
- BRAND（2000年1月 - 3月、フジテレビ） - 森山由里 役
- 金曜エンタテイメント（フジテレビ）
  - 「児童虐待調査官・百瀬なつきの事件ファイル」（2000年2月18日） - 主演・百瀬なつき 役
- 次郎長三国志（2000年、テレビ東京） - お蝶 役
- 火曜サスペンス劇場（日本テレビ）
  - ダイヤル119（2000年6月6日） - 主演・加納杏子 役
- 連続テレビ小説 ちゅらさん（2001年、NHK） - 佐々木（古波蔵）奈々子 役
- 女子アナ。（2001年、フジテレビ） - 藤島みどり 役
- 月曜ミステリー劇場（TBSテレビ）
  - 本人訴訟（2002年1月21日） - 主演・鵜飼優子 役
- 水曜女と愛とミステリー（テレビ東京）
  - 南紀伊豆Sの逆転（2002年3月13日） - 笹谷美緒 役
- 恋セヨ乙女（2002年、NHK） - 町田奈々子 役
- 大河ドラマ 利家とまつ〜加賀百万石物語〜（2002年、NHK） - 麻阿 役
- 薔薇の十字架（2002年、フジテレビ） - 平山昌美 役
- ちゅらさん2（2003年、NHK） - 古波蔵奈々子 役
- OL銭道（2003年、テレビ朝日） - 大崎今日香 役
- あなたの隣に誰かいる（2003年、フジテレビ） - 柏木里美 役
- 金曜エンタテイメント（フジテレビ）
  - オフィスのお菓子な名探偵（2003年） - 主演（お蔵入り）
- もっと恋セヨ乙女（2004年 NHK） - 町田奈々子 役
- こちら本池上署4, 5（2004 - 2005年、TBS） - 高杉巴 役
- ちゅらさん3（2004年、NHK） - 古波蔵奈々子 役
- スカイハイ2（2004年、テレビ朝日） - 皆川静香 役
- 土曜深夜ドラマ夢縁坂骨董店 第6話（2005年、テレビ朝日） - 星野涼子 役
- 文芸社新春ドラマスペシャル ブレスト〜女子高生、10億円の賭け!（2006年1月8日、テレビ朝日） - 主演・三原和美 役
- 月曜ミステリー劇場（TBSテレビ）
  - 十津川警部シリーズ36「河津・天城連続殺人」（2006年1月9日） - 萩原京子 役
- 水曜ミステリー9（テレビ東京）
  - 鉄道警察官・清村公三郎2瀬戸内海を渡る殺意（2006年3月29日） - 小前田笙子 役
  - 森村誠一サスペンス・刑事の証明2 大都会の死角（2012年1月5日） - 北前友美 役
  - みちのく麺食い記者 宮沢賢一郎3 金のなまはげ殺人事件! 誤認（2014年7月30日） - 浜崎優子 役
- ちゅらさん4（2007年1月13日・20日、NHK） - 古波蔵奈々子 役
- 警視庁捜査ファイル さくら署の女たち 第2話（2007年7月18日、テレビ朝日） - 沼袋怜 役
- ドラマW宮部みゆき作品長い長い殺人（2007年11月4日、WOWOW） - 宮崎邦子 役
- うさぎたちのもちつき 第9話～第12話 (2008年 BSデジタル放送) -　澤田ぼたん 役
- 大河ドラマ 篤姫（2008年、NHK） - 小ノ島 役
- 刺客請負人第2シリーズ 第2話（2008年8月1日、テレビ東京） - 琴枝 役
- 柳生一族の陰謀（2008年、テレビ朝日） - 柳生茜 役
- 主水之助七番勝負〜徳川風雲録外伝〜（2008年10 - 12月、テレビ東京） - 村井秋津 役
- ジャッジII 〜島の裁判官奮闘記〜 第1話（2008年10月25日、NHK） - 小林加奈子 役
- 人間動物園（2009年7月19日、WOWOW）
- 水戸黄門第42部 第19話「恋でつないだ権兵衛峠 -伊那-」（2011年2月28日、TBS） - お糸 役
- ハガネの女 season2（2011年4月 - 6月、テレビ朝日） - 野元雅子 役
- 科捜研の女 第11シリーズ 第3話（2011年11月3日、テレビ朝日） - 瀬田歩美 役
- 名探偵コナンドラマスペシャル 工藤新一 京都新撰組殺人事件（2012年4月12日、読売テレビ） - 立川千鶴 役
- 孤独のグルメ Season2 第1話（2012年10月10日、テレビ東京） - 西園寺 役
- 月曜ゴールデン
  - おふくろ先生の診療日記5「介護と子育てとの闘い」（2013年3月4日、毎日放送・TBS） - 外浦奈津子 役
  - 警視庁南平班〜七人の刑事〜6（2013年4月8日、TBS） - 瀬尾レイカ 役
- イタズラなKiss〜Love in TOKYO 第10話（2013年6月7日、フジテレビTWO） - 看護師 役（特別出演）
- 相棒 Season12 元日スペシャル 第13話「ボマー」（2014年1月1日、テレビ朝日） - 桂木涼 役
- 五つ星ツーリスト〜最高の旅、ご案内します!!〜 第9話（2015年3月5日、読売テレビ） - 芹沢江利奈 役
- 別れたら好きな人（2015年9月 - 11月、東海テレビ） - 江沢志穂 役
- BARレモン・ハート 第5話（2015年11月2日、BSフジ）
- 山女日記〜女たちは頂を目指して〜 第3話（2016年11月20日 -、NHK BSプレミアム） - 梅本舞子 役
- 38歳バツイチ独身女がマッチングアプリをやってみた結果日記 第2話 - 最終話（2020年11月26日 - 12月24日、テレビ東京） - 節子 役

### 劇場アニメ
- 劇場版ポケットモンスター ミュウツーの逆襲（1998年7月公開、東宝） - スイート 役
- ピカチュウのなつやすみ（1998年7月公開、東宝） - ナレーター

### 吹き替え

#### アニメ
- ライオン・キング2 シンバズ・プライド（1999年8月発売、ディズニー（OVA）） - キアラ 役
- ライオン・ガード（2016年） - キアラ 役

### バラエティー番組
- スーパージョッキー（1996年10月 - 1997年7月 日本テレビ）
- だんトツ!!平成キング（1997年10月 - 1998年3月 日本テレビ）
- 奇跡体験!アンビリバボー（1998年10月 - 2007年3月 フジテレビ） - 司会
- GIRLS A GOGO!（テレビ朝日）
- ローカル路線バス乗り継ぎの旅Z第8弾マドンナ（2019年1月5日、テレビ東京）
- わたしのヒュッゲ（2024年1月5日・12日、テレビ東京）

### 情報番組
- 大須ぱっぱ屋水曜日MC（名古屋テレビ）
- BS'スタイル（BS番組案内のMC）（NHK BS1、BS2、BSハイビジョン）※地上波で不定期放送
- スタイルプラス（東海テレビ） - 不定期出演

### 教養番組
- 芸術劇場（NHK教育テレビ） - 司会
- BSアニメ夜話(NHKBS-2)(2006年8月9日)鋼の錬金術師回
- 趣味どきっ!「簡単&かわいくペットを描こう!」（2015年3月30日 - 、NHK教育テレビジョン）
- NHK高校講座「地学基礎」（2019年4月10日 - 、NHK教育テレビジョン）

### 舞台
- 蜷川幸雄演出『ロミオとジュリエット』（1998年） - 主演
- 池乃めだか芸能生活40周年記念イベント『ちっさいおっさん祭り』 - 白雪姫 役
- 『水戸黄門』（2013年3月2日 - 20日、3月23日 - 31日）
- 『ジャンヌ・ダルク』（2014年10月7日 - 24日、11月15日 - 18日、11月23日 - 24日） - マリー・ダンジュー 役

### ラジオ
- 佐藤藍子のあっけらカンパニー（1998年4月 - 2000年3月、文化放送）
- 土曜ワイドラジオTOKYO ナイツのちゃきちゃき大放送　TOKYOよもやま話（2017年6月24日、TBSラジオ）
- 青春アドベンチャー 「まるみちゃんとうさぎくん」（2022年12月5日 - 9日、NHK-FM）[5]

### ビデオ・DVD
- おしゃれ制服図鑑〔夏服版〕（1993年5月21日発売、ポニーキャニオン）
- おしゃれ制服図鑑〔冬服版〕（1993年5月21日発売、ポニーキャニオン）
- 藍 Love（2007年5月30日発売、エイベックス・マーケティング）

## CM
- テレメッセージ
- 東京商科学院専門学校（1995年） - 京野ことみと共演
- 森永製菓「森永アイス・ICE BOX」
- ポッカコーポレーション「レモンの雫」
- JTB 「ルックJTB」 「エースJTB」
- 花王「クリアクリーン」
- コニカ 「ビッグミニ」
- ヤマザキナビスコ 「チップスター」
- 信用金庫（1999年 - 2006年）※テレビCM及びポスターによるスチル出演
- アルゼ「シャドウハーツ」（2001年）
- コロナ
- オークローンマーケティング「ヒルズコレクション」（ダイエット食品）

## 書籍
写真集
- Aiko Sato first photo story - Live 1997（角川書店、1997年） ISBN 4-048-52837-8
- La vérité - Aiko Satoh（祥伝社、1998年） ISBN 4-396-62031-4
- 藍 - 佐藤藍子写真集（音楽専科社、2004年） ISBN 4-872-79160-6
- 愛・藍 - 佐藤藍子写真集（電音メディアコンテンツ、2006年） ISBN 4-872-79200-9

その他
- 佐藤藍子 春夏さわやかニット（ブティック社、1999年） ISBN 4-834-71412-8
- 佐藤藍子と楽しむ スカーフのおしゃれテク110（講談社、1999年） ISBN 4-063-38856-5

## 受賞歴
- 二十歳のベスト・パール・ドレッサー1998
- 第6回全日本国民的美少女コンテストグランプリ